# 西武モハ500形電車
西武モハ500形電車（せいぶモハ500がたでんしゃ）は西武鉄道に在籍していた通勤形電車である。

## 概要
現在の新宿線・国分寺線・西武園線に相当する路線を運営していた西武鉄道（初代）が村山線高田馬場駅 - 東村山駅間の開業、及び川越線東村山駅 - 本川越駅間の電化運転のために1927年にモハ500形として日本車輌製造及び服部製作所で501 - 510の10両が建造された。木造シングルルーフの3扉車であった。
1941年まで制御電動車として運用されていたが、戦時体制下増備されることになったモハ200形の新造に際し電動機と制御機器を供出し、残存した車体と台車は制御車クハ1200形1201 - 1210となり、新造のモハ200形10両とMc-Tc2両編成を組むこととなった。
戦後の武蔵野鉄道への合併を経て、1948年の一斉改番でクハ1251形1251 - 1260（初代）に改番された。
1955年から1956年にかけて近江鉄道へ1252 - 1255・1257 - 1260が、上毛電気鉄道へ1256が譲渡された。
残った1251は1956年に架線電圧600V化改造を施された上でクハ1201形1201（初代）に改番されて多摩湖線に転属し、1961年の多摩湖線全線1500V昇圧まで運用された。

## 近江鉄道におけるクハ1251形
近江鉄道では1928年の全線電化以降、両運転台の電動客車が蒸気運転時代に使用されていた客車を牽引する形態で運行される運用方式を1950年代中頃に至っても継続していたが、近代化のために客車を制御付随客車に改装することとなり、1956年に本車の車体に既存の客車の台車を装着することで目的を達成した。
だが、就役当時既に車齢が30年近くに達していた木造車体であり、1963年から1972年にかけて順次鋼体化改造の名目で建造された新造車に車籍を継承される形で廃車されることとなった。

## 上毛電気鉄道におけるクハ1251形
制御付随客車の増備として1956年にクハ1256を譲受して使用していたが、1961年には西武所沢車両工場にて車体長(連結面間全長)18,800mm、ノーシル・ノーヘッダ・半鋼製正面非貫通F3-d1D5D5D2という形態に車体延長改造されたクハ1060形1061に更新された。
なお、クハ1061は後に230型（クモハ351形・クハ1411形の譲受車）導入時に廃車されている。